# Wappach
Der Wappach (auch Wappbach) ist ein kleiner Bach, der im Lattengebirge entspringt und nahe dem Festplatz bei Bad Reichenhall von rechts in die Saalach mündet.
Entlang des Bachs beginnt bei Bayerisch Gmain der Einstieg ins Wanderzentrum mit vielen Wanderwegen ins gesamte Lattengebirge.

## Verlauf
Der Wappach entspringt im Lattengebirge im sogenannten Alpgarten, fließt dann bis nach Bayerisch Gmain und verläuft schließlich neben der Bahnstrecke Bad Reichenhall–Berchtesgaden bis zum Festplatz in Bad Reichenhall. Das letzte Stück führt unter der Bundesstraße 21 durch, wo er kurz vor den Staustufen in Kirchberg von rechts und zuletzt Osten in die Saalach mündet.